# AHL 1989/90
Die Saison 1989/90 war die 54. reguläre Saison der American Hockey League (AHL). Während der regulären Saison bestritten die 14 Teams der Liga jeweils 80 Begegnungen. Die jeweils vier besten Mannschaften der North Division und der South Division spielten anschließend in einer Play-off-Runde um den Calder Cup.

## Reguläre Saison

### Abschlusstabellen
Erläuterungen: In Klammern befindet sich die Platzierung innerhalb der Conference;       = Playoff-Qualifikation,       = Division-Sieger,       = Conference-Sieger

#### Reguläre Saison
| North Division       | GP | W  | L  | T  | GF  | GA  | Pts |
| -------------------- | -- | -- | -- | -- | --- | --- | --- |
| Sherbrooke Canadiens | 80 | 45 | 23 | 12 | 301 | 247 | 102 |
| Cape Breton Oilers   | 80 | 39 | 34 | 7  | 317 | 306 | 85  |
| Springfield Indians  | 80 | 38 | 38 | 4  | 317 | 310 | 80  |
| Halifax Citadels     | 80 | 37 | 37 | 6  | 317 | 300 | 80  |
| Maine Mariners       | 80 | 31 | 38 | 11 | 294 | 317 | 73  |
| Moncton Hawks        | 80 | 33 | 42 | 5  | 265 | 303 | 71  |
| New Haven Nighthawks | 80 | 32 | 41 | 7  | 283 | 316 | 71  |

| South Division       | GP | W  | L  | T  | GF  | GA  | Pts |
| -------------------- | -- | -- | -- | -- | --- | --- | --- |
| Rochester Americans  | 80 | 43 | 28 | 9  | 337 | 286 | 95  |
| Adirondack Red Wings | 80 | 42 | 27 | 11 | 330 | 304 | 95  |
| Baltimore Skipjacks  | 80 | 43 | 30 | 7  | 302 | 265 | 93  |
| Utica Devils         | 80 | 44 | 32 | 4  | 354 | 315 | 92  |
| Newmarket Saints     | 80 | 31 | 33 | 16 | 305 | 318 | 78  |
| Hershey Bears        | 80 | 32 | 38 | 10 | 298 | 296 | 74  |
| Binghamton Whalers   | 80 | 11 | 60 | 9  | 229 | 366 | 31  |

### Beste Scorer
Abkürzungen: GP = Spiele, G = Tore, A = Assists, Pts = Punkte, +/- = Plus/Minus, PIM = Strafminuten; Fett: Saisonbestwert
| Spieler          | Team                 | GP | G  | A  | Pts | PIM |
| ---------------- | -------------------- | -- | -- | -- | --- | --- |
| Paul Ysebaert    | Utica Devils         | 74 | 53 | 52 | 105 | 61  |
| Ross Fitzpatrick | Hershey Bears        | 74 | 45 | 58 | 103 | 26  |
| Mike Donnelly    | Rochester Americans  | 68 | 43 | 55 | 98  | 71  |
| Mark Pederson    | Sherbrooke Canadiens | 72 | 53 | 42 | 95  | 60  |
| Don Biggs        | Hershey Bears        | 66 | 39 | 53 | 92  | 125 |
| Claude Vilgrain  | Utica Devils         | 73 | 37 | 52 | 89  | 32  |
| Murray Eaves     | Adirondack Red Wings | 78 | 40 | 49 | 89  | 35  |
| Dale Krentz      | Adirondack Red Wings | 74 | 38 | 50 | 88  | 36  |
| Donald Audette   | Rochester Americans  | 70 | 42 | 46 | 88  | 78  |
| John LeBlanc     | Cape Breton Oilers   | 77 | 54 | 34 | 88  | 50  |

## Calder-Cup-Playoffs

### Modus
Für die Play-offs qualifizierten sich die jeweils vier besten Mannschaften jeder Division. In den ersten zwei Play-off-Runden wurden die Sieger der jeweiligen Divisions ausgespielt. In Runde drei trafen die beiden Division-Sieger im Finale aufeinander. Alle Play-off-Runden sowie das Finale wurde im Modus Best-of-Seven ausgespielt.

### Playoff-Baum
| Division Halbfinale | Division Halbfinale  | Division Halbfinale |    |                      | Division Finals | Division Finals | Division Finals |  |  | Calder Cup Finale | Calder Cup Finale | Calder Cup Finale |
|                     |                      |                     |    |                      |                 |                 |                 |  |  |                   |                   |                   |
| N1                  | Sherbrooke Canadiens | 4                   |    |                      |                 |                 |                 |  |  |                   |                   |                   |
| N4                  | Halifax Citadels     | 2                   |    |                      |                 |                 |                 |  |  |                   |                   |                   |
| N4                  | Halifax Citadels     | 2                   | N1 | Sherbrooke Canadiens | 2               |                 |                 |  |  |                   |                   |                   |
| North Division      |                      |                     | N1 | Sherbrooke Canadiens | 2               |                 |                 |  |  |                   |                   |                   |
|                     | N3                   | Springfield Indians | 4  |                      |                 |                 |                 |  |  |                   |                   |                   |
| N2                  | N3                   | Springfield Indians | 4  | Cape Breton Oilers   | 2               |                 |                 |  |  |                   |                   |                   |
| N2                  |                      |                     |    | Cape Breton Oilers   | 2               |                 |                 |  |  |                   |                   |                   |
| N3                  | Springfield Indians  | 4                   |    |                      |                 |                 |                 |  |  |                   |                   |                   |
| N3                  | Springfield Indians  | 4                   | N3 | Springfield Indians  | 4               |                 |                 |  |  |                   |                   |                   |
|                     |                      |                     |    | Springfield Indians  | 4               |                 |                 |  |  |                   |                   |                   |
|                     | S1                   | Rochester Americans | 2  |                      |                 |                 |                 |  |  |                   |                   |                   |
| S1                  | S1                   | Rochester Americans | 2  | Rochester Americans  | 4               |                 |                 |  |  |                   |                   |                   |
| S1                  |                      |                     |    | Rochester Americans  | 4               |                 |                 |  |  |                   |                   |                   |
| S4                  | Utica Devils         | 1                   |    |                      |                 |                 |                 |  |  |                   |                   |                   |
| S4                  | Utica Devils         | 1                   | S1 | Rochester Americans  | 4               |                 |                 |  |  |                   |                   |                   |
| South Division      |                      |                     | S1 | Rochester Americans  | 4               |                 |                 |  |  |                   |                   |                   |
|                     | S3                   | Baltimore Skipjacks | 2  |                      |                 |                 |                 |  |  |                   |                   |                   |
| S2                  | S3                   | Baltimore Skipjacks | 2  | Adirondack Red Wings | 2               |                 |                 |  |  |                   |                   |                   |
| S2                  |                      |                     |    | Adirondack Red Wings | 2               |                 |                 |  |  |                   |                   |                   |
| S3                  | Baltimore Skipjacks  | 4                   |    |                      |                 |                 |                 |  |  |                   |                   |                   |

### Calder-Cup-Sieger
| Calder-Cup-Sieger Springfield Indians | Torhüter: Jeff Hackett, George Maneluk Verteidiger: Bill Berg, Marc Bergevin, Dean Chynoweth, Shawn Evans, Jeff Finley, Hank Lammens, Wayne McBean, Chris Pryor Angreifer: Rod Dallman, Rob DiMaio, Tom Fitzgerald, Paul Gagné, Dale Henry, Richard Kromm, Dale Kushner, Derek Laxdal, Greg Parks, Dave Pasin, Jeff Rohlicek, Guy Rouleau, Mike Walsh Cheftrainer: Jim Roberts General Manager: Bruce Landon |

## Vergebene Trophäen

### Mannschaftstrophäen
| Auszeichnung                                                             | Team                 |
| ------------------------------------------------------------------------ | -------------------- |
| Calder Cup Gewinner der AHL-Playoffs                                     | Springfield Indians  |
| Richard F. Canning Trophy Gewinner des North Division-Finale             | Springfield Indians  |
| Robert W. Clarke Trophy Gewinner des South Division-Finale               | Rochester Americans  |
| F. G. „Teddy“ Oke Trophy Bestes Team der North Division, Reguläre Saison | Sherbrooke Canadiens |
| John D. Chick Trophy Bestes Team der South Division, Reguläre Saison     | Rochester Americans  |

### Individuelle Trophäen
| Auszeichnung                                                                                    | Spieler              | Team                 |
| ----------------------------------------------------------------------------------------------- | -------------------- | -------------------- |
| Les Cunningham Award MVP der regulären Saison                                                   | Paul Ysebaert        | Utica Devils         |
| John B. Sollenberger Trophy Bester Scorer                                                       | Paul Ysebaert        | Utica Devils         |
| Dudley „Red“ Garrett Memorial Award Bester Rookie                                               | Donald Audette       | Rochester Americans  |
| Eddie Shore Award Bester Verteidiger                                                            | Eric Weinrich        | Utica Devils         |
| Aldege „Baz“ Bastien Memorial Award Bester Torhüter                                             | Jean-Claude Bergeron | Sherbrooke Canadiens |
| Harry „Hap“ Holmes Memorial Award Torhüter mit dem geringsten Gegentorschnitt                   | Jean-Claude Bergeron | Sherbrooke Canadiens |
| Harry „Hap“ Holmes Memorial Award Torhüter mit dem geringsten Gegentorschnitt                   | André Racicot        | Sherbrooke Canadiens |
| Louis A. R. Pieri Memorial Award Bester Trainer                                                 | Jim Roberts          | Springfield Indians  |
| Fred T. Hunt Memorial Award Für den Spieler, der durch Fairness, Einsatz und Hingabe herausragt | Murray Eaves         | Adirondack Red Wings |
| Jack A. Butterfield Trophy MVP der Calder-Cup-Playoffs                                          | Jeff Hackett         | Springfield Indians  |